# باريس سبرينغز جونكشن (ميزوري)
باريس سبرينغز جونكشن (بالإنجليزية: Paris Springs Junction)‏ هي إحدى المجتمعات الفردية (غير مصنفة) في ولاية ميزوري في الولايات المتحدة الأمريكية.